# Sənə qurban
Sənə qurban è una canzone azera composta da Ələkbər Tağıyev con testo di Mikayıl Müşfiq. È stata pubblicata per la prima volta nel 1968 da Zeynəb Xanlarova.
In Siria, la canzone è stata eseguita in arabo dal personaggio principale del popolare programma televisivo del 1972 Sah al-noom. Una versione armena della canzone, Karoun karoun, è stata pubblicata nel 1973 dal cantante armeno-libanese Adiss Harmandian.
La canzone è stata cantata nel 2012 durante le proteste antigovernative in Siria, con i manifestanti che hanno sostituito il testo originale con richieste di dimissioni della leadership del paese.